# DR 120 sorozat
A DR 120 sorozat (korábban DR V200 sorozat), majd a Deutsche Bahnnál DB 220 sorozat egy szovjet gyártmányú keletnémet fővonali dízelmozdonysorozat volt. Megegyezik a MÁV M62 sorozatával.
A mozdonyt 1966 és 1975 között gyártotta a Vorosilovgradi Dízelmozdonygyár (a mai Luhanszkteplovoz elődje). Összesen 378 darab készült el belőle. A sorozatot 1995-ben a teherforgalmi igények csökkenése miatt selejtezték, egyes darabjai magánvasutakhoz kerülve a mai napig üzemben vannak.